# Ragnarok (serie televisiva)
Ragnarok è una serie televisiva danese-norvegese ideata da Adam Price, prodotta da SAM Productions e distribuita dal 31 gennaio 2020 sulla piattaforma di streaming Netflix.

## Trama
Dopo tanti anni vissuti altrove, Turid e i suoi due figli Magne, il maggiore, e Laurits, il minore, in seguito alla morte del marito e padre tornano a Edda, cittadina norvegese (nell'immaginario della serie TV, le riprese sono state girate nella cittadina norvegese di Odda), il cui nome si rifà all'Edda e famosa per essere l'ultima parte della Norvegia ad aver abbandonato l'antico culto degli dei norreni (Ásatrú) in favore del Cristianesimo.
Il posto è probabilmente una delle aree più inquinate della Norvegia, a causa dell'attività delle Jutul Industries, una multinazionale molto potente e presso la quale ha trovato lavoro anche Turid, la madre del protagonista Magne. Egli, molto schivo e introverso con problemi di dislessia, grazie all'intervento di una strana vecchia (una Vǫlva), comincia a subire una strana mutazione che lo rende via via più forte, invulnerabile, invincibile e capace di gesta sovrumane.
Col tempo capisce di aver risvegliato in sé i poteri del dio Thor e impara a farne uso per fronteggiare l'insidiosa minaccia dei giganti, nemici che si celano dietro a un'apparente famiglia perfetta, responsabili della distruzione dell'ecosistema e organizzatori del Ragnarǫk, la fine del mondo.

## Episodi
| Stagione         | Episodi | Prima TV Originale | Prima TV Italia |
| ---------------- | ------- | ------------------ | --------------- |
| Prima stagione   | 6       | 2020               | 2020            |
| Seconda stagione | 6       | 2021               | 2021            |
| Terza stagione   | 6       | 2023               | 2023            |

## Personaggi e interpreti

### Personaggi principali
- Magne Seier (stagioni 1-3), interpretato da David Stakston, doppiato da Stefano Broccoletti.
Il protagonista, schivo, impacciato, ma fervente protettore della giustizia. Ritornato dopo tanti anni nella sua città natale, Edda, scopre di essere la reincarnazione del dio nordico Thor.
- Laurits Seier (stagioni 1-3), interpretato da Jonas Strand Gravli, doppiato da Jacopo Castagna.
Fratello minore del protagonista. Cinico, egoista e molto spesso malevolo, è, come si viene a scoprire tra la prima e la seconda stagione, la reincarnazione del dio trickster Loki. Per un certo periodo di tempo è stato interessato, non ricambiato, a Fjor.
- Fjor Jutul (stagioni 1-3), interpretato da Herman Tømmeraas, doppiato da Alessandro Campaiola.
Figlio di Vidar Jutul, padrone delle Jutul Industries, e di Ran, nonché fratello di Saxa. Arrogante ed egocentrico, ma voglioso di imparare qualcosa di più sull'altruismo, è attratto sentimentalmente da Gry. Come il resto della sua famiglia, nasconde il segreto di essere un gigante.
- Saxa Jutul (stagioni 1-3), interpretata da Theresa Frostad Eggesbø, doppiata da Veronica Puccio.
Figlia di Vidar Jutul, padrone delle Jutul Industries, e di Ran, nonché sorella di Fjor. Vanitosa e altezzosa, è ammirata in tutta la scuola per la sua avvenenza. Come il resto della sua famiglia, nasconde il segreto di essere un gigante. è la reincarnazione della gigantessa Járnsaxa.
- Gry Isungset (stagioni 1-2), interpretata da Emma Bones, doppiata da Sara Labidi.
Compagna di classe di Magne e Laurits. Gentile e disponibile, sebbene inizialmente turbata dalle stranezze di Magne sembra nutrire un interesse iniziale nei suoi confronti, ricambiata, per preferire invece definitivamente l'aitante Fjor Jutul.
- Turid Seier (stagioni 1-3), interpretata da Henriette Steenstrup, doppiata da Emanuela Baroni.
Madre vedova di Magne e Laurits. Un tempo interesse amoroso di Vidar, dopo il ritorno ad Edda inizia a lavorare all'interno delle Jutul Industries. Si barcamena nella gestione della casa e delle vite dei suoi due turbolenti figli, tra momenti di depressione e indigenza economica.
- Ran Jutul (stagioni 1-3), interpretata da Synnøve Macody Lund, doppiata da Claudia Catani.
Moglie di Vidar, madre di Saxa e Fjor, nonché preside della scuola alla quale si iscrivono Magne e Laurits, al rientro ad Edda. Autoritaria e solo all'apparenza gentile e disponibile, non solo è in grado di influenzare l'opinione pubblica e le autorità, in modo da evitare problemi alla Jutul Industries, ma nasconde il segreto di essere un gigante.
- Vidar Jutul (stagioni 1-2), interpretato da Gísli Örn Garðarsson, doppiato da Francesco Prando.
Padrone delle Jutul Industries, marito di Ran e padre di Fjor e Saxa. Dal temperamento difficile e crudele, è in grado di influenzare l'opinione pubblica e le autorità, in modo da evitare problemi alla sua ditta. Come il resto della sua famiglia, nasconde il segreto di essere un gigante e, nello specifico, Útgarða-Loki reincarnato.

### Personaggi secondari
- Isolde Eidsvoll (stagione 1, ospite stagioni 2-3), interpretata da Ylva Bjørkaas Thedin.
Prima persona con cui Magne instaura un rapporto d'amicizia, all'arrivo a Edda. Convinta ambientalista, è isolata dal resto della classe e sostiene da tempo che il grave inquinamento di Edda sia causato dalle Jutul Industries, contro le quali cerca di raccogliere più prove possibili. La sua lotta sarà la molla utile per Magne per capire cosa fare con i suoi poteri.
- Erik Eidsvoll (stagioni 1-3), interpretato da Odd-Magnus Williamson.
Professore di Magne e Laurits nella scuola di Edda, è padre di Isolde. In maniera altalenante cercherà di aiutare il protagonista nelle sue indagini.
- Wotan Wagner (stagioni 1-3), interpretato da Bjørn Sundquist, doppiato da Ambrogio Colombo.
Anziano paraplegico di poche parole, ma ogniqualvolta proferisce qualche frase, lascia sempre basiti Magne e gli altri che lo ascoltano. È la reincarnazione di Odino, padre di Thor e re degli dei di Ásgarðr.
- Wenche (stagioni 1-2), interpretata da Eli Anne Linnestad, doppiata da Stefania Romagnoli.
Anziana padrona del supermercato di Edda, è la prima persona che si interfaccia con Magne e Iman e la fautrice del risveglio dei loro rispettivi poteri. È una Vǫlva al servizio degli dei di Ásgarðr.
- Iman Reza (stagioni 1-3), interpretata da Danu Suntharasigamany, doppiata da Virginia Brunetti.
Compagna di classe di Magne e Laurits originaria dello Sri Lanka, giunta poco dopo di loro in città. È la reincarnazione della dea Freia.
- Oscar Bjørnholt (stagioni 1-3), interpretato da Tani Dibasey, doppiato da Gabriele Patriarca.
Inizialmente amico di Fjor e Saxa e loro compagno di scuola, si dedica poi alla causa ambientalista per protestare contro i danni causati dalle Jutul Industries.
- Yngvild Bjørnholt (stagioni 1-3), interpretata da Iselin Shumba Skjævesland, doppiata da Stella Musy.
Capo della polizia di Edda e madre di Oscar.
- Signy (stagioni 2-3), interpretata da Billie Barker.
Amica e compagna nella scuola di Edda, si dedica alla causa ambientalista per protestare contro i danni causati dalle Jutul Industries. Prova un interesse sentimentale verso Magne.
- Harry (stagioni 2-3), interpretato da Benjamin Helstad, doppiato da Alessio Nissolino.
Meccanico che si unisce alla squadra di Magne grazie all'aiuto di Iman. È la reincarnazione del dio Týr.
- Halvor Lange (stagioni 2-3), interpretato da Espen Sigurdsen.
Dottore della clinica dove risiede Wotan. È un elfo oscuro, meglio noto come nano, esperto di metallurgia e fabbricazione di armi.
- Sindre (stagioni 1, 3), interpretato da Fridtjov Såheim.
Lo psicologo del liceo di Edda frequentato da Magne e i suoi coetanei.
- Jens (stagioni 2-3), interpretato da Vebjørn Enger.
Un impiegato del fast food Edda Grillen. È la reincarnazione del dio Baldr.
- Kiwi (stagioni 2-3), interpretato da Ruben Rosbach.
Un paziente psichiatrico della clinica di Edda, che segue sempre Wotan come se fosse la sua ombra. È la reincarnazione del dio Heimdallr.

## Produzione

### Sviluppo
Il 4 marzo 2020 la serie viene rinnovata per una seconda stagione, che è approdata sulla piattaforma di streaming il 27 maggio 2021.
L'11 novembre 2021 Netflix ha comunicato che sarà prodotta una terza e ultima stagione della serie, approdata poi sulla piattaforma di streaming il 24 agosto 2023.

### Riprese
Le riprese sono iniziate a marzo 2019 ad Odda, nella contea di Vestland, in Norvegia.

## Accoglienza
Wired ha definito Ragnarok come "un'angosciante ed eccentrica serie TV sui cambiamenti climatici", paragonandola a Twilight. Il medesimo paragone è stato fatto da A.V. Club, mentre Everyeye sostiene che la serie danese-norvegese sia un perfetto mix in salsa nord-europea tra la saga di Percy Jackson e Élite.